# بای ساید شاکه‌داون ۳
بای ساید شاکه‌داون ۳ (انگلیسی: Bayside Shakedown 3) یک فیلم اکشن درام ژاپنی محصول ۲۰۱۰ به کارگردانی کاتسویوکی موتوهیرو است که در ۳ ژوئیه ۲۰۱۰ منتشر شد.